# Danielle Kaufmann
Danielle Kaufmann (geboren am 23. Januar 1968) ist eine Schweizer Politikerin (SP). Sie war von 2013 bis 2022 Grossrätin des Kantons Basel-Stadt.

## Leben
Kaufmann war ab dem 1. Februar 2013 Mitglied des Grossen Rats des Kantons Basel-Stadt. Von 2013 bis 2017 war sie Mitglied der Justiz-, Sicherheits- und Sportkommission (JSSK), danach bis 2020 der Umwelt-, Verkehrs- und Energiekommission (UVEK). 2019 wurde sie erneut Mitglied der JSSK und zugleich deren Präsidentin, die sie bis 2022 auch präsidierte. Von 2016 bis 2021 war sie zudem Mitglied der Disziplinarkommission (DisKo). Vom 8. Februar 2017 bis 13. November 2018 war sie Mitglied des Büros des Grossen Rates. Auf den 8. November 2022 trat sie aus dem Grossen Rat zurück.
Kaufmann ist Juristin. Beruflich arbeitete sie von 2018 bis 2024 als Datenschutzbeauftragte der Universität Basel. Seit 2024 ist sie Datenschutzbeauftragte des Kantons Basel-Stadt.